# Palais de Tokyo
Palais de Tokyo (česky Tokijský palác) je muzejní a výstavní budova v Paříži v 16. obvodu na Avenue du Président-Wilson. Byla otevřena v roce 1937 jako výstavní pavilon pro světovou výstavu pod názvem Palais des Musées d'art moderne (Palác muzeí moderního umění). Budova ve stylu art deco je ve společném vlastnictví francouzského státu a města Paříže a slouží k prezentaci moderního umění.

## Historie
Palác byl postaven pro světovou výstavu 1937 a jeho autory jsou architekti Jean-Claude Dondel, André Aubert, Paul Viard a Marcel Dastugue. Palác byl určen k výstavě tehdejšího současného umění. Budova je rozdělena do dvou hlavních křídel, mezi kterými je nádvoří s třístranným portikem. Výstavní pavilon byl slavnostně otevřen 24. května 1937 při zahájení světové výstavy francouzským prezidentem Albertem Lebrunem.

## Využití
Majitel východního křídla je město Paříž a od roku 1961 zde sídlí Musée d'art moderne de la Ville de Paris (Muzeum moderního umění města Paříže), zatímco západní křídlo vlastní francouzský stát, který zde v roce 1947 umístil Musée national d'art moderne (Národní muzeum moderního umění). To se v roce 1977 přestěhovalo do Centre Georges Pompidou. Od roku 2002 se palác nazývá Palais de Tokyo / Site de création contemporaine (tj. Centrum pro současné umění).
Výstavy v paláci představují nejnovější trendy v současném umění ve všech jeho formách jako je malba, sochařství, kresba, fotografie, videoart, design, móda, literatura nebo tanec.